# Laurie McAllister
Laurie McAllister (Eugene, Oregón, Estados Unidos; 26 de junio de 1958 - Ibidem; 25 de agosto de 2011) fue una músico y bajista estadounidense e integrante del grupo The Runaways.

## Carrera
Nacida en Eugene, Oregón, descubrió el don de la música cuando era niña. Creció con su hermana mayor, Susan Hoyt, quien solía describir a Laurie como una típica marimacho. A la edad de 8 años, les preguntó a sus padres si podía cortarse el pelo al estilo Mohawk. A los 18 años, se mudó a Los Ángeles. 
The Runaways fue una banda de hard rock y punk lanzada en los primeros años de 1970 que contó como integrantes a Joan Jett, Lita Ford, Jackie Fox, Micki Steele, Sandy West, Cherie Currie y Victory Tischler-Blue.
El mánager Kim Fowley la colocó en la banda para sustituir a Victory Tischler-Blue, quien dejó la banda debido a una enfermedad que padecía en noviembre de 1978, y estuvo en la banda en sus últimos conciertos hasta su disolución tan solo dos meses después, en enero de 1979. Junto a las demás integrante publicó su último álbum de la banda, And Now... The Runaways, con el productor de Thin Lizzy, John Alcock. Hubo desacuerdos entre los miembros del grupo con respecto al estilo de música que querían tener en la banda, sobre todo entre Jett y Ford, ya que Joan quería hacer un cambio hacia el glam rock, mientras Lita, apoyada por Sandy West, quería continuar con el hard rock/heavy metal, ninguna estuvo de acuerdo con la otra, al poco tiempo a agrupación se separó.
Posteriormente grabó un LP con el grupo de rock femenino The Orchids, integrado por Laurie Bell, Cindy Collins, Sunbie Sinn, Che Zuro, Sandy Fury, y Jan King, interpretando temas como Teenage babylon, If boys got pregnant y Get out of my life. De grande, participó en el corto Runaway Days: A Week in the Life of Laurie McCallister.

## Últimos años y fallecimiento
Vivió en Ámsterdam, y ya a finales de los noventa regresó a su ciudad natal. Ya retirada de la música trabajó muchos años como veterinaria. McAllister murió a los 53 años de edad el 25 de agosto de 2011 a causa de complicaciones del asma que padecía.